# Scaphoideus albovittatus
Scaphoideus albovittatus är en insektsart som beskrevs av Matsumura 1913. Scaphoideus albovittatus ingår i släktet Scaphoideus och familjen dvärgstritar. Inga underarter finns listade i Catalogue of Life.